# Zona metropolitana de Celaya
Zona Metropolitana de Celaya-Laja-Bajio, es la Aglomeración Urbana de 9 Municipios del Estado de Guanajuato: Apaseo el Grande, Apaseo el Alto, Celaya, Cortázar, Comonfort, Santa Cruz de Juventino Rosas, Jaral del Progreso, Tarimoro y Villagrán, Según el Censo de Población y Vivienda 2020 la población asciende a 767,104 habitantes.
La zona se encuentra en el Bajío Mexicano, y se caracteriza por el paso del río Laja, la ciudad más importante es Celaya.
La Zona Metropolitana es la séptima más grande de todo el Bajío Mexicano y la tercera más grande en el estado de Guanajuato. Ha tenido un crecimiento considerable, por el establecimiento de grandes empresas, y por formar parte del mega corredor industrial en Guanajuato, Querétaro y Aguascalientes.
Se compone de los siguientes municipios:
| Municipio | Población |
| --------- | --------- |
| Celaya    | 521,169   |
| Comonfort | 82,216    |
| Cortazar  | 97,928    |
| Villagrán | 65 791    |